# Red Garland
William "Red" Garland (Dallas, 13 de mayo de 1923-23 de abril de 1984), pianista estadounidense de jazz. Su estilo "block chord", parcialmente creado por Milt Buckner, influyó en numerosos pianistas de jazz posteriores.

## Reseña biográfica

### Comienzos
Aunque provenía de una familia no musical: su padre era ascensorista en el First National Bank. Garland mostró desde muy pequeño interés por la música. Comenzó sus estudios musicales probando con el clarinete y el saxofón alto, pero en 1940 se cambió al piano. Garland dedicó muchísimo tiempo a practicar y muy pronto se convirtió en un hábil intérprete. Su fugaz carrera como boxeador no pareció afectar a sus manos; llegó a pelear con un joven Sugar Ray Robinson antes de dedicarse por completo a la música.

### El sonido de Garland
El estilo característico de Garland es la técnica "Block chord", hoy en día habitual en el piano de jazz, era única y diferente de las de los pioneros del "Block chord" como George Shearing y Milt Buckner. La técnica implicaba el uso de todos o casi todos los dedos de ambas manos. El "block chord" de Garland se constituía de tres notas en la mano derecha y cuatro en la izquierda. La mano derecha tocaba la melodía doblada en octavas con una nota adicional tocada en un intervalo de cuarta perfecta por debajo de la nota de melodía superior, incluso cuando no parezca tener armonía. La mano izquierda de Garland se situaba sobre DO y tocaba cuatro notas de coro que simultáneamente llevaban el mismo ritmo que la melodía tocada en la mano derecha. Pero, al contrario que el método de George Shearing, la mano izquierda de Garland no cambiaba las posiciones o inversiones hasta que ocurría el siguiente cambio de coro. Merece la pena notar que la cuarta nota de Garland de la mano izquierda hace coros de "voz" ocasionalmente excluyendo las raíces de los coros que posteriormente se convertirán en un estilo de coros asociados con el pianista Bill Evans. El método "block chord" de Red Garland tenía una calidad más brillante, y añadía mayor plenitud al registro que el que tenía, por ejemplo, George Shearing.
Red Garland, como el pianista del Miles Davis Quintet, Wynton Kelly, fue considerado uno de los mejores pianistas de jazz swing de la historia. Las notas de Garland parecían tener unos rebotes rítmicos que hacía que las melodías de swing casi destellearan.

### Inicios de su carrera
Tras la Segunda Guerra Mundial, Garland trabajó con Roy Eldridge, Coleman Hawkins, Charlie Parker y Lester Young. Encontró trabajos eventuales en Nueva York y Filadelfia. Su creatividad y habilidad para tocar continuaron mejorándose, aunque continuaba siendo algo oscuro.

### Miles Davis Quintet
Garland se hizo famoso cuando se unió en 1955 al hoy considerado clásico Miles Davis Quintet, al que pertenecían John Coltrane, Philly Joe Jones y Paul Chambers y por supuesto Miles Davis. Junto con el grupo grabó sus famosos discos para Prestige: Workin, Steamin, Cookin y Relaxin. El estilo de Garland, tan híbrido, es evidente en estas grabaciones iniciales: sus acordes, su sofisticado acompañamiento y sus referencias musicales al estilo de Ahmad Jamal. Una crítica calificaba incorrectamente a Garland como "pianista de cocktail". ("Cocktail" tenía una connotación negativa para los pianistas de jazz, porque implicaba que su estilo no era original. Ahmad Jamal, por otra parte, fue mal calificado como "pianista de cocktail" en un momento de su carrera, pero los críticos fueron posteriormente corregidos por los músicos de jazz que trabajaron con él). Las grabaciones del quinteto influyeron en el free jazz más que cualquier grabación vanguardista de la época.
Garland tocó en la primera de las muchas grabaciones de Miles para Columbia, 'Round About Midnight. Aunque continuaría tocando con Miles, su relación se empezó a deteriorar. En 1958, Garland y Jones habían empezado a ser más erráticos en presentarse para grabaciones y actuaciones. Finalmente fue despedido por Davis, pero después volvió a tocar en otro clásico del jazz, Milestones. Davis no quedó contento, otra vez, cuando Garland citó a Davis mucho antes y por el entonces famoso solo de "Now's the Time", en block chords durante la parte lenta de "Straight, No Chaser". Es conocido que Garland salió de una de las sesiones de Milestones, lo que significó que en "Sid's Ahead" el grupo estuviera sin un pianista formal; sin embargo, Davis compensó acompañando con el piano los solos de saxofón cuando no tocaba la trompeta.

### Después del Quinteto
En 1958 Garland formó su propio trío. Entre los músicos que lo constituyeron se cuentan Pepper Adams, Nat Adderley (hermano de Cannonball Adderley), Ray Barretto, Kenny Burrell, Eddie "Lockjaw" Davis, Jimmy Heath, Harold Land, Philly Joe Jones, Blue Mitchell, Ira Sullivan y Leroy Vinnegar. El trío también grabó como quinteto con John Coltrane y Donald Byrd. 
Según se informa, Garland paró de tocar de manera profesional durante varios años en los años 1960, cuando la popularidad del rock and roll coincidió con una caída sustancial de la popularidad del jazz.
Red Garland finalmente volvió a Texas en los años 1970. Lideró una grabación en 1977 llamada Crossings, en la que se reencontró con Philly Joe Jones, y formó equipo con el bajista Ron Carter. Su trabajo posterior tendió a sonar más moderno y menos pulido que sus grabaciones más conocidas. Continuó grabando hasta que murió de un infarto de miocardio en 1984. Su estilo "Block chord", se relajó balanceándose y las grabaciones de jazz clásico permanecieron como su legado.

## Discografía parcial

### Como líder o colíder
- A Garland of Red (Prestige, 1956)
- Red Garland's Piano (Prestige, 1956)
- All marnin´long (Prestige, 1957)
- Red Garland Revisited! (Prestige, 1957 [1969])
- The P.C. Blues (Prestige, 1956-57 [1970])
- Groovy (Prestige, 1956–57)
- John Coltrane with the Red Garland Trio (Prestige, 1957) - con John Coltrane
- All Mornin' Long (Prestige, 1957)
- High Pressure (1957)
- Dig It! (Prestige, 1957–58)
- It's a Blue World (Prestige, 1958)
- Manteca (Prestige, 1958)
- Can't See for Lookin' (Prestige, 1958)
- Rojo (Prestige, 1958)
- The Red Garland Trio (Moodsville, 1958)
- All Kinds of Weather (Prestige, 1958)
- Red in Bluesville (Prestige, 1959)
- Coleman Hawkins with the Red Garland Trio (Moodsville, 1959) - con Coleman Hawkins
- Satin Doll (Prestige, 1959 [1971])
- Red Garland Live! (Prestige, 1959)
- The Red Garland Trio + Eddie "Lockjaw" Davis (Moodsville, 1959)
- Soul Junction (Prestige, 1960)
- Red Garland at the Prelude (Prestige, 1960)
- Red Alone (Moodsville, 1960)
- Alone with the Blues (Moodsville, 1960)
- Halleloo-Y'-All (Prestige, 1960)
- Bright and Breezy (Jazzland, 1961)
- The Nearness of You (Jazzland, 1961)
- Solar (Jazzland, 1962)
- Red's Good Groove (Jazzland, 1962)
- When There Are Grey Skies (Prestige, 1962)
- Lil' Darlin' (Status, 1963)
- The Quota (MPS, 1971)
- Auf Wiedersehen (MPS, 1971)
- Groovin' Live (Alfa Jazz, 1974)
- Groovin' Live II (Alfa Jazz, 1974)
- Keystones! (Xanadu, 1977)
- Groovin' Red (Keystone, 1977)
- Red Alert (Galaxy, 1977)
- Crossings (Galaxy, 1977)
- Feelin' Red (Muse, 1978)
- Equinox (Galaxy, 1978)
- Stepping Out (Galaxy, 1979)
- So Long Blues (Galaxy, 1979)
- Strike Up the Band (Galaxy, 1979)

Compilaciones
- Rediscovered Masters (Prestige 1958-1961; publicado 1977)
- Soul Burnin' (Prestige 1959-1961; publicado 1964)

### Como acompañante
Con Arnett Cobb
- Sizzlin' (Prestige, 1960)
- Ballads by Cobb (Moodsville, 1960)

Con John Coltrane
- Traneing In (Prestige 1958)
- Soultrane (Prestige 1958)
- Lush Life (Prestige 1961)
- Settin' The Pace (Prestige 1961)
- The Believer (Prestige 1964)
- The Last Trane (Prestige 1965)

Con Miles Davis
- The Musings of Miles (Prestige 1955)
- Miles: The New Miles Davis Quintet (Prestige 1955)
- Cookin' with The Miles Davis Quintet (Prestige 1956)
- Relaxin' with The Miles Davis Quintet (Prestige 1956)
- Workin' with The Miles Davis Quintet (Prestige 1956)
- Steamin' with The Miles Davis Quintet (Prestige 1956)
- 'Round About Midnight (Columbia 1957)
- Milestones (Columbia 1958)

Con Curtis Fuller
- With Red Garland [Sonny Red] (Prestige 1957)

Con Jackie McLean
- McLean's Scene - 3 tracks [Bill Hardman] (Prestige 1956)

Con Art Pepper
- Art Pepper Meets the Rhythm Section (Contemporary 1957)

Con Phil Woods
- Sugan (Prestige Status, 1957)